# Frederik Balle
Nikolaj Frederik Severin Balle (* 26. August 1871 in Nuuk; † 24. Juni 1939 in Kopenhagen) war ein grönländisch-dänischer Missionar, Propst, Pastor, Hochschulleiter, Übersetzer und Autor.

## Leben
Frederik Balle war der Sohn des dänischen Missionars Nikolaj Edinger Balle (1839–1900) und seiner grönländischen Ehefrau Kathrine Justine Fleischer (1849–1918). Sein Urgroßvater war der Kolonialverwalter Hans Mossin Fleischer (1789–1870). Er war der ältere Bruder von Knud Balle (1877–1928) und über diesen der Onkel von Holger Balle (1917–2010). Seine Tante mütterlicherseits war mit dem Missionar Christian Rasmussen (1846–1918) verheiratet, womit Frederik Balle ein Cousin des Polarforschers Knud Rasmussen (1879–1933) war.
Frederik Balle studierte von 1890 bis 1897 Theologie. 1900 wurde er zum Missionar in Narsarmijit ernannt, wo er an der Missionierung eingewanderter Tunumiit beteiligt war. Erst am 2. Mai 1901 wurde er ordiniert und nach Alluitsoq versetzt. Am 28. Juli 1902 heiratete Frederik Balle im dänischen Tårbæk Astrid (Adda) Eleonora Thorborg (1881–1957), Tochter des Arztes Jens Christensen Thorborg (1850–1932) und seiner Frau Agnete Marie Levinsen (1861–1951). Ab 1904 war er in Qaqortoq tätig. 1909 wurde er Missionar in Nuuk, wo er ein Jahr später zum Leiter des Seminariums ernannt wurde. 1918 übernahm er von seinem jüngeren Bruder das Amt des Propsts von Südgrönland. 1927 verließ er Grönland Richtung Dänemark und wurde Pastor im Davids Sogn in Kopenhagen.
Als Missionar in Qaqortoq und Nuuk war er bis 1911 Vorsitzender der dortigen Forstanderskaber. Anschließend war er bis 1925 Mitglied des Gerichts in Nuuk. 1921 war er Mitglied der Grønlandskommission. 1928 wurde er Sekretär bei Den Grønlandske Kirkesag. Er war auch Übersetzer und Autor tätig. Er übersetzte die Vejledning til Selvstudium af Jesu Liv von Olfert Ricard ins Grönländische, übersetzte mehrere Evangelien und verfasste Lehrbücher für die grönländischen Folkeskoler und das Seminarium. Während seiner Zeit in Grönland hatte er den meisten seiner Kollegen gegenüber einen Vorteil gehabt, da Grönländisch seine zweite Muttersprache war. 1921 wurde er zum Ritter des Dannebrogordens ernannt. Frederik Balle starb 1939 im Alter von 67 Jahren in Kopenhagen.